# Ana Ciolan
Ana Cătălina Ciolan (n. 29 septembrie 1992, în Vaslui) este o handbalistă din România care joacă pentru echipa CSM Târgu Jiu pe postul de pivot.

## Biografie
Ana Ciolan a evoluat în competițiile de juniori pentru Liceul cu Program Sportiv din Vaslui, de unde a fost apoi selectată la CNOE Râmnicu Vâlcea. În vara anului 2011, CNOE a scos la licitație mai multe handbaliste, iar Ciolan a fost adjudecată de clubul HC Alba Sebeș. Cu acesta, Ana Ciolan a promovat în Liga Națională, în 2015.
În iarna anului 2015, presa zălăuană a speculat că handbalista ar putea ajunge la HC Zalău, după ce echipa lui Gheorghe Tadici a renunțat la pivotul Georgiana Bazon. Acest lucru s-a întâmplat însă abia în vara anului 2016, Ana Ciolan evoluând pentru HC Zalău începând din sezonul 2016-2017. În 2018, Ciolan a semnat cu Corona Brașov. La sfârșitul sezonul 2018-2019, s-a transferat la HCM Slobozia, unde a jucat până în vara lui 2020.

## Palmares
- Cupa EHF:
  - Sfertfinalistă: 2018

- Liga Națională:
  -  Medalie de bronz: 2017

- Cupa României:
  -  Finalistă: 2023